# 德意志采邑調解

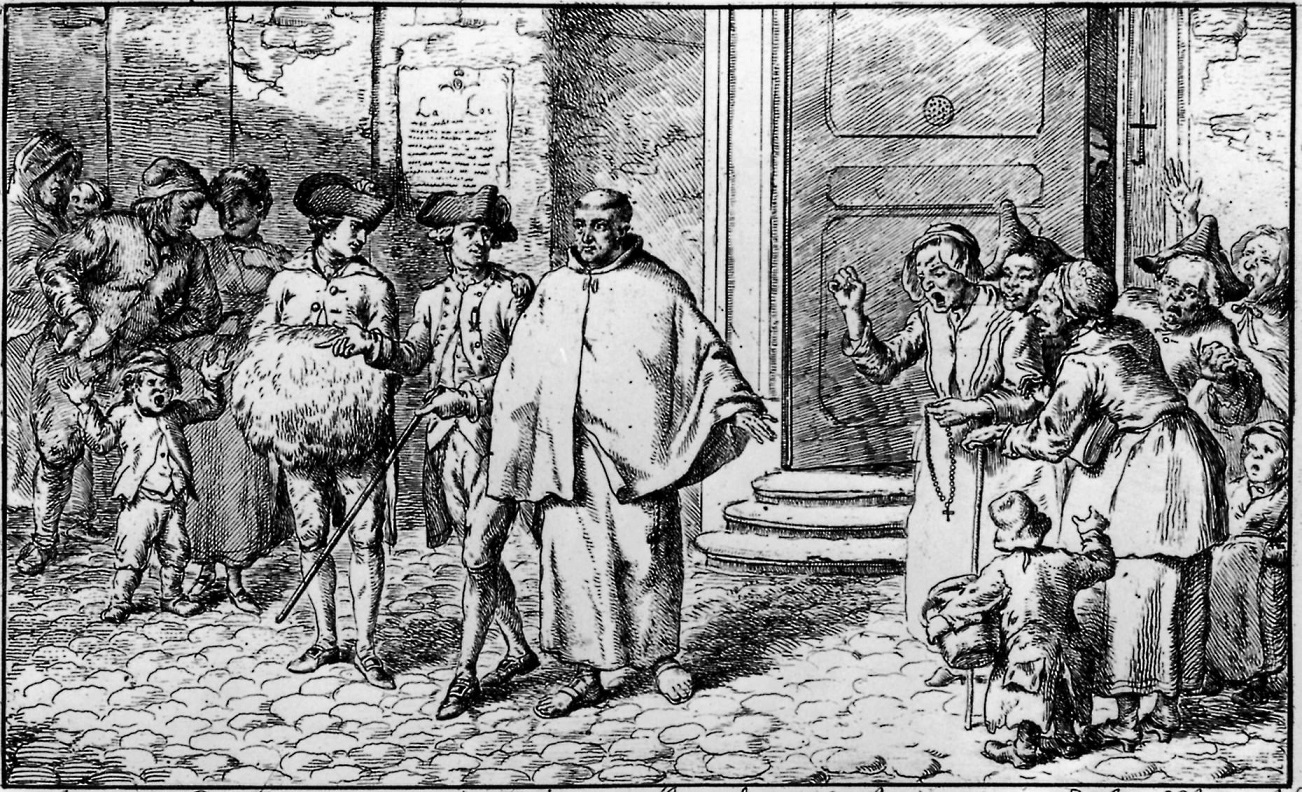
1800年的德國木刻畫，展現了僧侶被迫離開解散的修道院的场景

德意志采邑調解（德語：deutsche Mediatisierung），指1802-1814年间德意志地區（原神聖羅馬帝國各邦）部分采邑、帝國政治體的「調解」（領地重劃）與天主教會世俗化的過程。透過吸收和世俗化大量皇家莊園，促成並延續神聖羅馬帝國的解體。神聖羅馬帝國的大多數教會公國、自由帝國城市、世俗公國和其他小型自治實體失去了獨立地位，並被其他國家吸收。到采邑調解結束時，德意志邦國的數量已從近300個減少到39個。
從嚴格意義上講，采邑調解是指將一個直屬（unmittelbar）國家併入另一個國家，從而成為中介（mittelbar），同時通常將剝奪統治者的私人財產和一系列特權與封建權利留給他們。為了方便起見，歷史學家使用「調解」（英語：mediatisation）這個術語來表示當時發生的整個重組過程，無論調解的國家是否以某種形式存在或喪失了所有個性。
德意志邦國發生的調解和世俗化並不是德國人本身發起的，它遭受了法國大革命和拿破崙軍事和外交壓力的巨大影響，拿破崙解散神聖羅馬帝國後建立萊茵邦聯並自封護國主，成為了德意志中部地區除普魯士和奧地利兩國外的共同領袖。這是1945年前德國歷史上最廣泛和深刻的財產和領土再分配。

## 背景
德意志在18世紀末是由大約300個諸侯國和邦組成的，其中有很多直接隸屬帝國的教會管理區 （reichsunmittelbare geistliche Territorien，即由王公主教管理的地區）。當時德意志人受到法國革命的影響，對民主理想的追求増加，亦對有特權的階层產生懷疑和憎恨，包括當時被視為腐敗舊制度的支持者—教會和聖職人員。法國於1789年以國會取代了封建制度和階層的特權，同時取消了教會的「十一稅」，這些決定意味著在法國阿爾薩斯和洛林地區的德意志王公們失去他們的封建權利，兩國之間馬上發生了衝突。

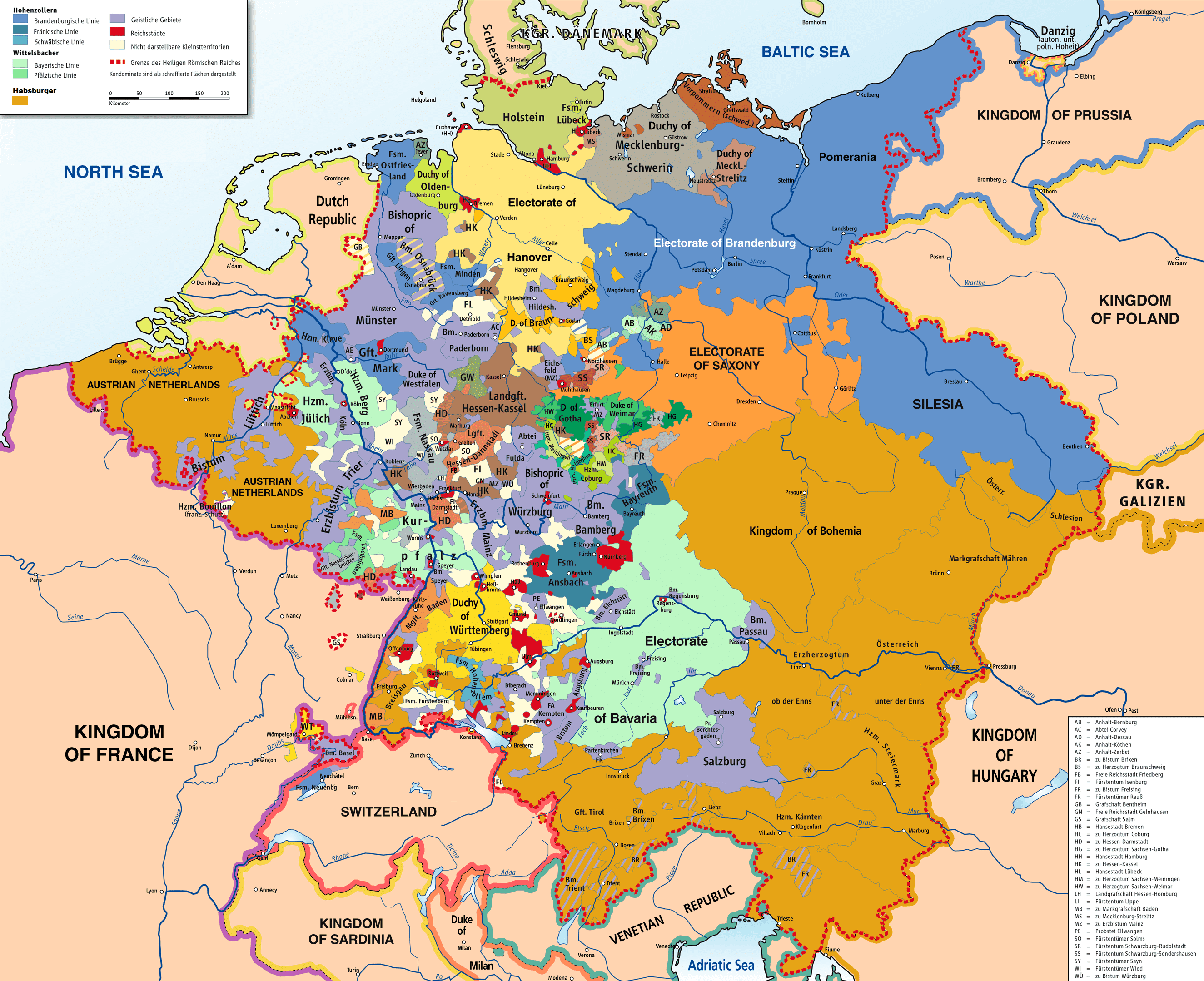
1789年神聖羅馬帝國地圖，可見由德意志多個邦國組成

## 經過
1792至1797年，奧地利和普魯士（現為德國一部分）第一次同盟，共同抵抗法國，但完全無法戰勝拿破崙。這次戰爭的經費主要由德意志的教會承擔，而這種賠償方式是規定於1795年法國和普魯士在巴塞爾簽訂的災難性和約，規定要用教產來賠償。在1799至1802年的第二次反法同盟戰爭中，神聖羅馬帝國又敗，所以被迫在1801年的盧內維爾和約中將萊茵河以西的全部地區都割讓給法國，那時神聖羅馬帝國決定要用教產作出賠償。該和約第七條規定說，那些在萊茵河以西地區有財產的德意志世襲王公們必須在萊茵河東邊地區中獲得賠償（即德意志南部的教會財產和隸屬神聖羅馬帝國的城市交給他們）。 
於是，一個由八位德意志王公組成的委員會——「帝國委員會」（Reichsdepuation）來執行這個規定。德意志的領導人們在巴黎和「第一公民」拿破崙和他的宰相塔列朗進行過很多特殊的談判，德意志各地的王公們通過賄賂和向威脅利誘以確保自己盡量獲得最多教產。最後，1803年2月25日在雷根斯堡簽訂的「帝國委員會規章」（RDHS , Reichsdeputationshauptschluss）结束了這些問題（神聖羅馬皇帝法蘭茲二世於1803年4月27日確認了它），但這些「規章」遠遠超過盧內維爾和約的範圍：結果德意志地區的教會幾乎被全面剝奪財產，也就是一個普遍的「世俗化」，即沒收教會的銀錢和不動產。

## 教會世俗化
根據「帝國委員會規章」（RDHS）34條，一切教會的財產和一切主教的領土都要轉給王公們。為維持教會的運作，第35條規章列明「各地的隱修院和修道院……歸於當地王公的自由管理和充分使用，一方面是為了舉行禮儀、進行教育或創辦其他的公益事業，另一方面是為了補充自己的收入，但條件是王公要照顧大堂的裝飾……以及當地聖職人員的工資。」
德意志的天主教會曾經是全世界最富裕的教會，但現在它失去了1719平方英里（其中大約有316萬居民），也就是說教會每年大約失去了2100萬古尔登，—這還不包括失去的修道院。天主教會的損失涉及三個在萊茵河的選侯國 （即美因茨、特里爾、科隆）、薩爾茨堡總教區以及另外18個教區、大約80座直接隸屬帝國的隱修院和200多個隱修院，很多修道院都是很粗暴地被沒收。但也有例外的，例如醫院騎士團的財產沒有被沒收，因為這個修會在戰爭中照顧了受傷的人。
一般來說，德國的王公們所得到的，遠遠超過他們原先失去的，比如巴登獲得七倍、普魯士五倍、符騰堡四倍。這是1945年以前，德國歷史中最大一次重新分配。約73,000平方公里的教會領土，及其中的236萬名居民被轉移到新的統治者下。
當時的世俗化運動意味著驅逐修道院的修士，或迫使僧侶接受微薄的生活津貼後還俗，寶貴的禮服祭披和聖杯、聖物、手抄本和宗教書籍被賣掉甚至扔掉，古老的教堂被毀壞或被棄置，很多教堂倒塌或被拆除，很優美的隱修院成了軍營、監獄甚至是精神病院。 

## 采邑調解

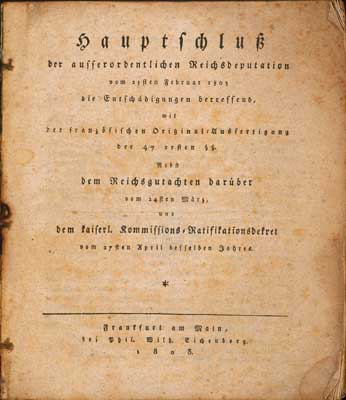
1803年2月25日簽訂的「帝國委員會規章」（Reichsdeputationshauptschluss）之扉頁。

神聖羅馬帝國解體後，拿破崙一世建立萊茵邦聯，許多領地範圍較小的各舊帝國王公在法國壓力下併入周遭較強盛的邦國。遭到「調解」而失去領地的王公貴族包含：
- 霍恩洛厄家族
- 菲斯滕貝格家族
- 萊寧根家族
- 施瓦岑貝格家族
- 索爾姆斯家族
- 阿倫貝格家族（英语：Arenberg）
- 奥埃尔斯佩格家族
- 斯托爾貝格家族（英语：House of Stolberg）
- 圖恩和塔克西斯
- 本特海姆伯國（英语：County of Bentheim）
- 卡斯特爾家族（英语：Counts of Castell）
- 伊森堡家族
- 勒文施泰因-韋爾特海姆
- 薩爾姆家族
- 瓦爾德堡家族（英语：House of Waldburg）
- 塞恩-維特根施泰因

## 影響
19世紀德國歷史學家特賴奇克評論以上為「不可思議的違法行為」。這次德國的世俗化運動對德國的天主教會產生了非常嚴重的後果，而這些後果部分一直影響到今天。

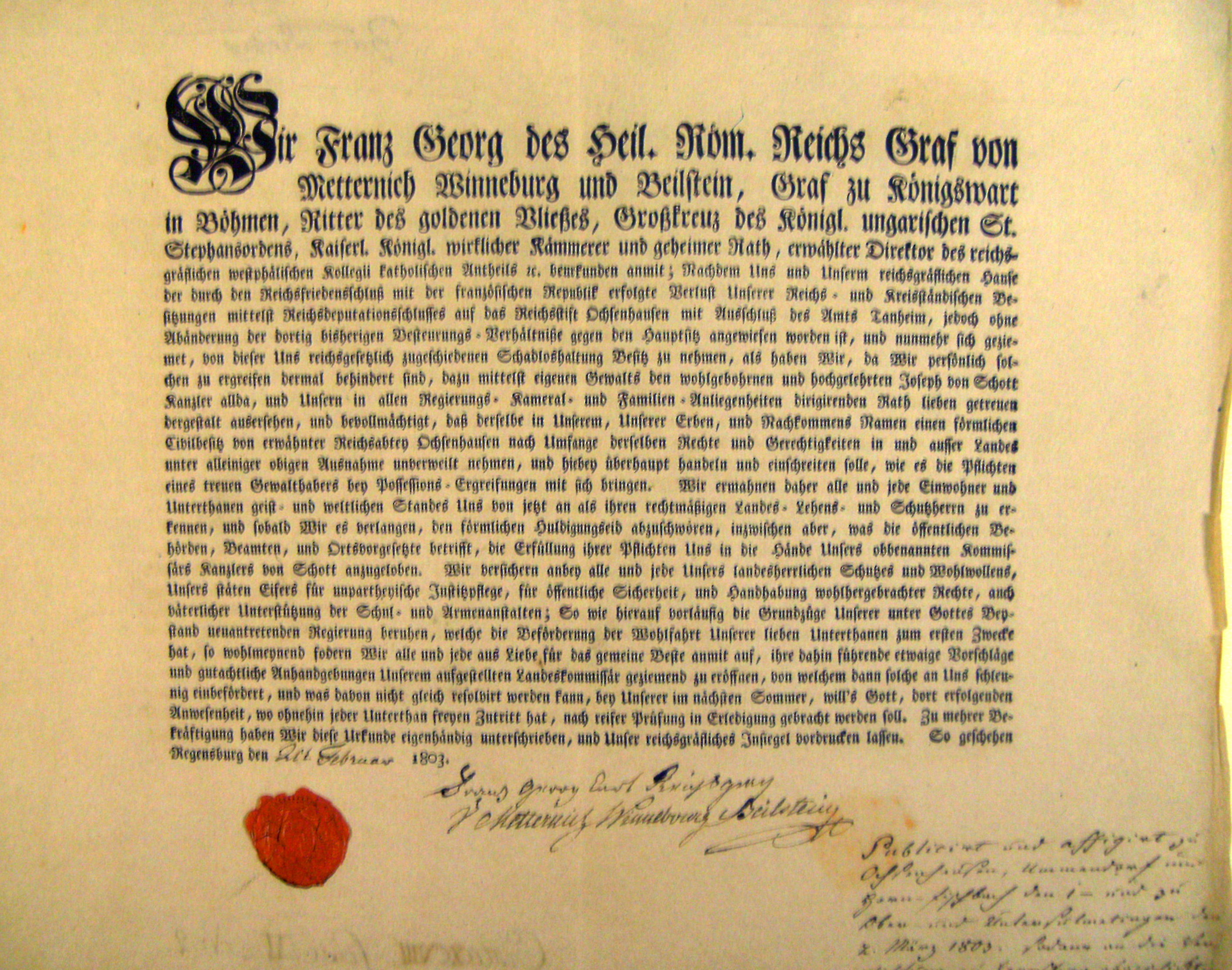
「帝國委員會規章」（1803年2月25日）

### 負面影響
1. 教產轉移： 德國教會在外部教產上從來沒有經過如此重大的轉變；
2. 破壞教會組織： 許多教區的組織結構和具有千年歷史的聯繫被毀滅，很多大堂聖職團被解散，教會的管理制度被阻撓；
3. i缺乏資源： 除了在奧地利之外（以及除了下層的教會職位外），德意志帝國地區的教會似乎失去了一切物質資源，在各方面它依賴於政府的支持，聖職人員成了有工資的公務員（besoldete Staatsdiener）。國度不僅在道義上有照顧教會的義務，而且這也是法律上的規定。國度必須照顧教區的需要，包括其中的機構（例如修道院）以及其中的堂區，同時也需要照顧教會的一切需要。這些教會可稱為「國辦教會」（Staatskirchentum）；
4. 新教興起 「世俗化」（教產沒收運動）的間接後果是原本在信仰上形成了一個一致性整體的地區走向一種「多種教派平等」的國度（參見 RDHS「帝國委員會規章」第63條關於容忍異議分子和他們公民權利的規定）。此後，新教的代表在帝國議會中佔多數，而在整個德意志地區，他們的政治影響更大；
5. 天主教皇帝傳統崩潰： 普遍的帝國概念消失，而新的概念是「一致的民族國家」（geschlossener Nationalstaat）。奧地利被德國驅逐，而普魯士開始佔主導地位。這時，「德意志民族的神聖羅馬帝國」終於失去了它作為宗座和教會的保護者的作用，而哈布斯堡王朝的「天主教皇帝傳統」必要衰落，因為它的最重要支撐者—許多地區的王公主教已經不存在了；
6. 減少接受高等教育的機會： 對天主教來說，一項非常難受並無法恢復的損失是18所由教會創立和舉辦的大學以及很多教會辦的隱修院高中學校以及其他的教育機構都被沒收。因為教會在經濟上變得很窮困，所以它再也無法繼續維持很多學術機構、藝術項目、教育和慈善工作。天主教徒的孩子從此以後很難有機會獲得高等教育或比較有影響的官員地位。

### 正面影響
1. 統一德國：「世俗化」取締了很多再也無法生存的微小國度，這樣它創造了地區的新規劃以及德國統一的可能性。
2. 更虔誠的教會領導： 因為那些主教不再是世俗君主，再也沒有眾多財富，所以就少了一個在精神上改革德國教會的障礙。從此以後，德國貴族的統治地位結束了，當主教或大堂聖職的人不一定是貴族人士，平民也有機會在教會內當領導。正如帕卡（Pacca）樞機在他的回憶錄中所說，德國獲得了比較不富裕的，但更虔誠的、更有光明的主教，這些主教放棄了原有的「主教團至上」思想，他們投身於那些教會內的工作—即原來經常被忽略的工作。
3. 斷除惡習： 下層聖職人員比較多被民主化並參與社會和政治，令當時一些自從特倫特大公會議以來都無法完全解決的惡習都消失了，比如高級教會職位的「積累」（即一人兼職幾個位職）、預先保留職位的傳統、堂區歸入某一個隱修院以及隱修院的豁免權等等。

## 外部來源
- 華爾麥爾 （Bihlmeyer） 等編著。雷立柏 （L. Leeb） 譯。《近代教會史》。北京：宗教文化出版社，2011。
- Whaley Joachim. Germany and the Holy Roman Empire. New York: Oxford University Press, 2013.